# Zbigniew Rostkowski
Zbigniew Rostkowski (ur. 12 lutego 1958 w Kłopotach-Stanisławach) – duchowny rzymskokatolicki, doktor teologii, prałat, kanonik kapituły katedralnej drohiczyńskiej, wikariusz generalny diecezji drohiczyńskiej

## Życiorys
Absolwent Zasadniczej Szkoły Zawodowej i Technikum Drzewno-Mechanicznego w Hajnówce. Ukończył studia w Wyższym Seminarium Duchownym w Drohiczynie, na Katolickim Uniwersytecie Lubelskim i w Papieskim Instytucie Biblijnym w Rzymie. W 1990 r. uzyskał stopień doktora teologii.
Święcenia kapłańskie przyjął 15 czerwca 1985 r. w Siemiatyczach. Następnie był krótko wikariuszem w parafii rzymskokatolickiej w Brańsku. Po zakończeniu studiów został wykładowcą w Wyższym Seminarium Duchownym w Drohiczynie i w Instytucie Teologicznym w Siedlcach. Później również ojcem duchownym w Wyższym Seminarium Duchownym w Drohiczynie i wykładowcą Kolegium Teologicznego w Drohiczynie. 
Pełnił obowiązki notariusza kurii biskupiej w Drohiczynie. Od 2003 r. kanclerz Kurii Diecezjalnej w Drohiczynie, a od 2010 r. wikariusz generalny diecezji drohiczyńskiej.